# Antonio Gómez del Moral
Antonio Gómez del Moral (Cabra, Córdoba, 15 de noviembre de 1939-Sevilla, 14 de julio de 2021) fue un ciclista español, profesional entre 1959 y 1972. Es considerado el mejor ciclista andaluz de todos los tiempos. Su hermano José también fue ciclista profesional.

## Carrera deportiva
En 1962 se convierte en el primer ciclista español en ganar el Tour del Porvenir.
Sus mayores éxitos deportivos consistieron en tres victorias de etapa en la Vuelta a España y una victoria de etapa en el Giro de Italia en el que llegó a vestir la maglia rosa durante tres etapas.

## Premios y distinciones
Fue condecorado con el título de Caballero de la Orden de Isabel la Católica, es Hijo predilecto de Venecia, Medalla de Oro al Mérito en el Trabajo y Leyenda del Deporte Andaluz.

## Palmarés
| 1960 - 1 etapa en la Vuelta a España - 2 etapas en la Volta a Cataluña - 1 etapa de la Vuelta a Portugal - 2 etapas de la Vuelta al Levante 1961 - 1 etapa en la Vuelta a Andalucía - 1 etapa de la Vuelta al Levante 1962 - 1 etapa en la Vuelta a España - Tour del Porvenir, más 1 etapa 1964 - Vuelta a Levante - 1 etapa en la Volta a Cataluña - 1 etapa de la Vuelta a Portugal 1965 - Campeón de España de ciclismo en ruta - Volta a Cataluña, más 1 etapa - Circuito de Guecho - Vuelta a Mallorca - 1 etapa de la Bicicleta Eibarresa | 1966 - 1 etapa en la Vuelta a España - Vuelta a La Rioja, más 1 etapa - Circuito de Guecho - Trofeo Jaumendreu - Clásica de Primavera - Clásica de Ordizia 1967 - 1 etapa en el Giro de Italia - 1 etapa en la Volta a Cataluña - Clásica de Primavera - Campeonato de España de Montaña 1968 - 2.º del campeonato de España en ruta 1969 - Vuelta a Andalucía y 1 etapa - GP Muñecas de Famosa, más 2 etapas - 1 etapa de la Vuelta a los Valles Mineros 1970 - Gran Premio Navarra 1971 - 1 etapa de la Vuelta a Asturias |

## Resultados en Grandes Vueltas y Campeonato del Mundo
| Carrera         | 1960 | 1961 | 1962 | 1963 | 1964 | 1965 | 1966 | 1967 | 1968 | 1969 | 1970 | 1971 | 1972 |
| --------------- | ---- | ---- | ---- | ---- | ---- | ---- | ---- | ---- | ---- | ---- | ---- | ---- | ---- |
| Giro de Italia  | -    | -    | -    | -    | 20º  | -    | -    | 13º  | -    | -    | -    | -    | -    |
| Tour de Francia | -    | -    | -    | 29º  | Ab.  | -    | 11º  | -    | 11º  | Ab.  | -    | -    | -    |
| Vuelta a España | Ab.  | 5º   | 18º  | 8º   | -    | 9º   | 7º   | 19.º | 7.º  | Ab.  | 23.º | 21.º | 30.º |
| Mundial en Ruta | -    | -    | -    | -    | -    | 11º  | -    | -    | -    | -    | -    | -    | -    |